# Renfe série 595

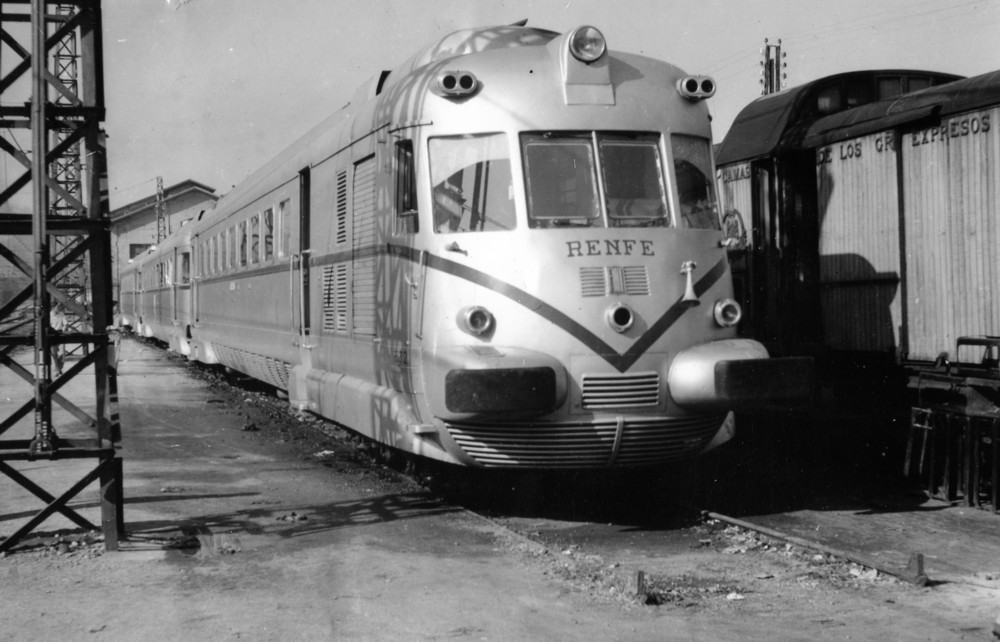
l'autorail 9532 (595-032) à Irun en 1955.

La série 595 de la Renfe, dénommée à l'époque série 9500 ou TAF (Tren Automotor FIAT), était une rame automotrice diesel exploitée entre les années 1950 à 1980.

## Historique
Le premier "TAF" est arrivé à Barcelone, via la frontière de Port-Bou, le 23 avril 1952, après divers essais sur le réseau italien, équipé pour l'occasion de bogies à écartement normal (standard 1 435 mm). 
Les "Fiat TAF" ont commencé à circuler à partir du 1er juin 1952 entre Madrid et Barcelone, en composition de base comprenant 2 motrices à chaque extrémité et une remorque intermédiaire. Grâce à leur soufflets d'intercirculation, typiques de FIAT, la rame pouvait se dédoubler en un élément double et une motrice seule, pouvant ainsi desservir deux destinations différentes. Ceci permettait d'établir des services commerciaux en "Y" comme la liaison de Madrid à Gijón ou Santander, la rame se divisant à Palencia, ou encore de Madrid a Valence ou Alicante avec séparation à La Encina. 
On trouvait aussi les rames "TAF" sur les liaisons :
- Séville - Malaga - Grenade - Cordoue - Algésiras,
- Seville - Gijón, Madrid - Burgos,
- Ciudad Real - Badajoz
- Huelva - Seville.

On distingue 3 séries de TAF :
- 9501 à 9510 - 1re série de 1952, livrée argent,
- 9511 à 9540 - 1re série de 1952, livrée argent, climatisée,
- 9541 à 9550 - 2e série de 1954, livrée bleue, climatisée.

Les "TAF" ont apporté un net progrès en matière de confort dans le contexte des années 1950 où les voitures en bois dominaient encore. Les dernières séries disposaient même de la climatisation.
L'utilisation des "TAF" a commencé à reculer à la fin des années 1960 avec l'arrivée des TER 597 qui ont remplacé l'antique matériel d'avant-guerre en Andalousie en devenant un matériel emblématique des services de l'étoile de Bobadilla.
À partir de 1968 ils ont commencé à perdre leur couleur argent caractéristique en adoptant la livrée bleue des TER 597.
Le dernier service commercial assuré par un "TAF" de la Renfe a été effectué le 28 septembre 1980 sur la ligne Séville - Huelva. 

## La version portugaise CP 0500[1]
Les CP portugais ont acquis 3 exemplaires de la rame Fiat surnommée « Foguetes » (fusées) et les ont utilisées de 1953 à 1966 pour assurer une liaison rapide, longue de 336 km, entre Lisbonne et Porto. 
Cette ligne ayant été électrifiée en 1966, ces rames ont été utilisées à partir de 1967 pour desservir la ligne sud entre Lisbonne et l'Algarve, à l'extrême sud du pays, jusqu'à leur retrait en 1980.